# Ne-Yo
Shaffer Chimere Smith (Camden, 18 de outubro de 1979), mais conhecido pelo seu nome artístico Ne-Yo, é um cantor e compositor de R&B, produtor, dançarino e ator norte-americano. Ne-Yo lançou seu primeiro disco em 2006 com 27 anos de idade, chamado In My Own Words.
No ano de 2007 lançou o segundo disco, chamado Because of You. Imitando o sucesso do primeiro, estreou também em primeiro lugar na Billboard 200, tornando-se o segundo álbum número um do cantor. Com as músicas de trabalho "Because of You" e "Crazy", esta última com a participação de Jay-Z, Ne-Yo atingiu o topo de paradas pop sem maiores dificuldades. Como prova desta repercussão, o disco vendeu em torno de 250 mil cópias somente na primeira semana, e mais de um milhão e meio no mundo todo até hoje. Ainda no ano de 2007, Ne-Yo participou dos filmes Save the Last Dance 2, Stomp The Yard, Battle: Los Angeles e Red Tails.
Em 2008 lançou o seu terceiro disco chamado Year of the Gentleman, cujas músicas de trabalhos são "Closer", "Miss Independent" e "Mad". No ano seguinte, em 2009, lançou o hit "Never Knew I Needed", que é um single promocional para o filme A Princesa e o Sapo, da Disney. Seu quarto álbum de estúdio, Libra Scale, foi lançado em 22 de novembro de 2010. Ele recebeu elogios da crítica por parte dos críticos de música, mas foi um fracasso comercial.

## Biografia

### Início de vida
Ne-Yo nasceu em Camden, Arkansas. Seus pais eram músicos afro-americanos e descendente de chineses. Quando criança, ele foi criado por sua mãe após ela se separar de seu pai. Na esperança de melhor oportunidade, sua mãe se mudou com a família para Las Vegas, Nevada. Enquanto no Las Vegas Academy, Ne-Yo adotou o nome artístico "GoGo" e se juntou a um grupo de R&B chamado Envy. O grupo se desfez em 2000, e Ne-Yo continuou a escrever canções para outros artistas antes de iniciar sua carreira solo.

### Início da carreira musical
Depois que o grupo Envy se desfez em 2000, a Columbia Records assinou com Ne-Yo, mas o contrato acabou antes que ele pudesse lançar seu álbum já gravado.
O cantor Marques Houston passou a ouvir "That Girl", que Ne-Yo tinha planejado para liberar como single de seu então álbum. Houston regravou a canção, e a lançou como um single para o seu álbum em 2003.
O lançamento da canção levou Ne-Yo ao reconhecimento como um compositor. Nos anos seguintes Ne-Yo continuou a escrever músicas para diversos cantores; a descoberta veio quando Ne-Yo escreveu "Let Me Love You" para o cantor americano Mario. A música alcançou o número um na Billboard Hot 100, ficando no topo por nove semanas. Depois do sucesso Tina Davis, representante da A&R para a Def Jam Recordings, conseguiu uma reunião informal com a gravadora, apesar de não buscar um contrato na época a Def Jam assinou com o cantor.

### 2006–2007: In My Own Words e Because of You

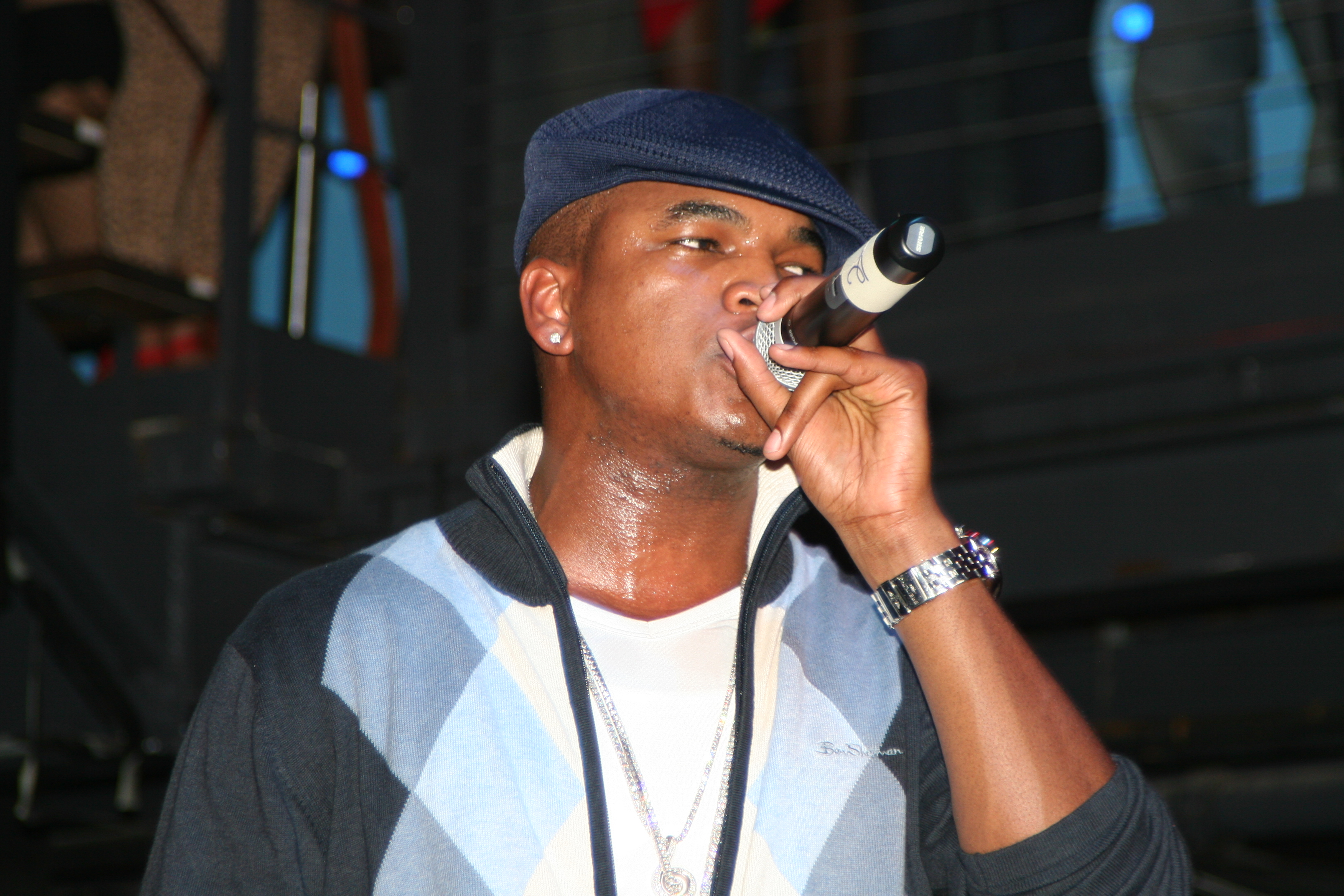
Ne-Yo promovendo o álbum Because of You em 2007

No início de 2006, Ne-Yo lançou seu primeiro álbum, In My Own Words, através da Def Jam com o sucesso So Sick o CD estreou na primeira posição da Billboard 200 vendendo mais de 300 mil cópias na primeira semana e sendo classificado como disco de platina pela RIAA.
As músicas When You're Mad e Sexy Love também foram grandes sucessos.
Seu segundo álbum, Because of You, foi lançado em 1 de maio de 2007, e, com seu primeiro single, estreou no número um na Billboard 200, vendendo 251 mil cópias nos Estados Unidos, o feito deu Ne-Yo seu segundo número e um álbum. Também foi classificado como disco de platina pela RIAA.

### 2008–2009: Year of the Gentleman
O terceiro álbum de Ne-Yo, Year of the Gentleman, foi lançado internacionalmente em 5 de agosto de 2008. O álbum vendeu 250 mil cópias em sua primeira semana nos Estados Unidos, estreando na Billboard 200 no número dois.
Os singles Miss Independent e Closer foram grandes sucessos que levaram o álbum a ser indicado como Melhor Álbum R&B no Grammy Award. A canção Mad chegou ao número 11 da Billboard Hot 100.
Em 2 de setembro de 2009, Ne-Yo lançou um álbum de sucessos chamado The Collection no Japão. O álbum também foi lançado com uma edição limitada de CD + DVD edição completa com os vídeos musicais de singles e estreou no número quatro no Japão Oricon álbuns gráfico semanal, vendendo 55 625 cópias na primeira semana.

### 2010–2012: Libra Scale e R.E.D
Ne-Yo lançou seu quarto álbum de estúdio, Libra Scale, em 22 de novembro de 2010. O primeiro single, "Beautiful Monster", estreou em 25 de maio de 2010 e foi lançado como um download digital em 8 de junho de 2010 e alcançou o número um no Reino Unido. O álbum estreou no número nove sobre os Billboard 200, vendendo 112 mil cópias em sua primeira semana. No Reino Unido, o álbum estreou no número 11 na parada de álbuns do Reino Unido, enquanto estreando em número um no Reino Unido Chart R&B.
Na primavera de 2011, Ne-Yo colaborou com rapper americano Pitbull e Nayer em seu single, Give Me Everything, que chegou ao número um na Billboard Hot 100, dando a Ne-Yo seu número um EUA como artista convidado.
Ne-Yo também revelou uma entrevista que ele gostaria de colaborar com Chris Brown, Lil Wayne e Drake em seu novo álbum.
Em janeiro de 2012, foi relatado que Ne-Yo, juntamente com sua marca havia se mudado de Def Jam Recordings aos registros da Motown, trocando assim de gravadora. No mês de novembro, o cantor lançou o álbum R.E.D.. O título, um acrônimo para a frase "Percebendo Cada Sonho", foi inspirado em experiências pessoais do cantor. Na coletiva de imprensa do lançamento, Ne-Yo explicou: "[Ele] veio me pisar fora de mim, olhando para a minha vida como ela é hoje e perceber que cada sonho que eu tinha desde o dia em que eu decidi que queria fazer música, cada sonho que eu tive de em seguida, o de 2010". O single "Let Me Love You" chegou ao primeiro lugar das paradas britânicas.
Ainda em 2012, juntou-se a equipe de Cee Lo Green no reality show musical The Voice, da NBC, como mentor auxiliar. Posteriormente Ne-Yo assinou com a Universal Music.

## Vida pessoal
Em agosto de 2017, Ne-Yo anunciou que adotou o estilo de vida vegano e que uma de suas inspirações para essa mudança foi o documentário What The Health.
Sua primeira filha, chamada Madilyn Grace Smith, fruto de um relacionamento com Monyetta Shaw, nasceu em novembro de 2010. Ela estava prevista para chegar em janeiro, mas nasceu prematura. Em outubro de 2011 nasceu seu segundo filho, Mason Evan Smith.
No dia 20 de fevereiro de 2016, Ne-Yo casou-se com a modelo Crystal Renay. Ambos começaram o namoro em 2015, mesmo ano em que Renay ficou grávida.

## Discografia
- 2006: In My Own Words
- 2007: Because of You
- 2008: Year of the Gentleman
- 2009: The Collection
- 2010: Libra Scale
- 2012: The R.E.D
- 2015: Non-Fiction
- 2018: Good Man[13]
- 2019: Another Kind of Christmas
- 2022: Self Explanatory

## Mixtapes
- Ladies Man
- Gentlemen's Tournament Round 1 (With Usher)
- Gentlemanlike
- Gentlemanlike 2
- Gentlemanlike 3
- The Apprenticeship Of Mr. Smith The Birth Of Ne-Yo
- Gentlemanlike 4
- Gentlemanlike 5
- Champagne Life
- Anything For You
- 101
- 3 Simple Rules

## Participações
- 2006: Back Like That (feat. Ghostface Killah)
- 2007: Make Me Better (feat. Fabolous)
- 2007: Bigger Man (feat. Michael Jackson)
- 2007: Sexual Healing (feat. Sarah Connor)
- 2007: Hate That I Love You (feat. Rihanna)
- 2008: Single (feat. New Kids on the Block)
- 2008: Bust It Baby Part 2 (feat. Plies)
- 2008: Camera Phone (feat. The Game)
- 2009: Be On You (feat. Flo Rida)
- 2009: Baby by Me (feat. 50 Cent)
- 2009: What You Do (feat. Chrisette Michele)
- 2009: Knock You Down (feat. Keri Hilson e Kanye West)
- 2010: Super High (feat. Rick Ross)
- 2010: Angels Cry (feat. Mariah Carey)
- 2011: Give Me Everything (feat. Afrojack, Pitbull e Nayer)
- 2011: You Be Killin [Part 2] (feat. Fabolous e Ryan Leslie)
- 2011: Legendary (DJ Khaled feat. Keyshia Cole, Chris Brown e Ne-Yo)
- 2011: Think Like Mine (feat. Jennifer Hudson e Rick Ross)
- 2011: Leave You Alone (feat. Young Jeezy)
- 2011: No More (feat. LL Cool J)
- 2012: Let's Go (feat. Calvin Harris)
- 2012: Hands Up The Air (feat. Timbaland)
- 2012: Maybach Music IV (feat. Rick Ross)
- 2012: Turn Around (feat. Conor Maynard)
- 2012: Turn All The Lights On (feat. T-Pain)
- 2012: Think Like a Man (feat. Jennifer Hudson e Rick Ross)
- 2012: Competion (feat. E-40)
- 2012: Let Em Be Mad (feat. Jinsu)
- 2012: Play Hard (feat. David Guetta e Akon)
- 2013: Tonight (feat. Jessica Sanchez)
- 2013: You Girl (feat. Shaggy)
- 2013: Reason to Hate (feat. DJ Felli Fel, Wiz Khalifa e Tyga)
- 2012: Forward (feat. Herbie Hancock, Johnny Rzeznik, Delta Rae e Natasha Bedingfield)
- 2013: Incredible (feat. Celine Dion)
- 2013: Tire of Dreaming (feat. Wale e Rick Ross)
- 2013: Could Be Me (feat. MKTO)
- 2013: Respect That You Earn (feat. Yo Gotti e Wale)
- 2013: Body Party (remix) (feat. Ciara)

## Filmografia
- 2007: Save the Last Dance 2
- 2007: Stomp The Yard
- 2011: Battle: Los Angeles
- 2012: Red Tails

### Aparições na televisão
- 2008: Las Vegas
- 2008: All My Children
- 2010: Legendários
- 2010: Altas Horas
- 2010: Amaury Jr. Show
- 2010: Didiabolico
- 2011: CSI: NY
- 2012: Empire Girls: Julissa & Adrienne
- 2015: The Wiz Live!
- 2018: Step Up: High Water